# Òrbita ocular
Les òrbites oculars són dues cavitats exocràniques constituïdes per elements dels ossos del cap. S'hi allotgen els globus oculars i altres estructures corporals que hi estan relacionades, com les glàndula lacrimals, situades en la fossa homònima que ocupa la seva regió lateral interna superior. Tenen una morfologia que protegeix l'ull i als músculs que li donen mobilitat dels impactes externs de poca importància. Tot i les seves reduïdes dimensions, són zones mot riques en elements neurovasculars.
La seva irrigació sanguínia principal és l'artèria oftàlmica, la primera branca de l'artèria caròtide interna, però existeixen moltes variants anatòmiques individuals. Els nervis cranials relacionats amb l'òrbita són:
- Nervi òptic. Penetra en ella a través del canal òptic, juntament amb l'artèria oftàlmica, i porta al cervell la informació visual obtinguda per la retina. El nervi òptic d'un ull s'uneix al de l'altre i forma el quiasma òptic.[7]
- Nervi motor ocular comú. Provinent del mesencèfal, travessa la fissura orbitària superior i es divideix en superior i inferior. La part superior proporciona innervació motora somàtica als músculs elevador de la parpella superior i recte superior. Les branques de la part inferior innerven els músculs recte medial, recte inferior i oblic inferior.[8]
- Nervi patètic. Originat en la superfície posterior del tronc encefàlic, fa una corba al voltant del mesencèfal, segueix per la paret lateral del si cavernós, entra en l'òrbita també per la fissura orbitària superior i s'encarrega de la motricitat del múscul oblic superior.
- Branca oftàlmica del nervi trigemin.[9] S'ocupa de la innervació sensorial general de l'òrbita, incloent la de la glàndula lagrimal, la conjuntiva i la pell de la parpella superior.
- Nervi motor ocular extern. Aporta la innervació motora somàtica del múscul recte lateral.
- Nervi facial. Permet plorar i tancar els ulls. Dona innervació motora branquial al múscul orbicular de les parpelles.

Des d'un punt de vista osteològic, les òrbites oculars dels humans estan formades per les prolongacions o parts de set ossos: l'os frontal, l'os zigomàtic, l'os maxil·lar, l'esfenoide, l'os palatí, l'etmoide i l'os lacrimal. Cada òrbita es divideix en: base, que correspon a la seva regió més anterior; vèrtex, situat en la zona posterior; quatre parets, superior, inferior i dues laterals i els marges extern i medial. L'interior de l'òrbita està recobert per una membrana fibromuscular, anomenada periòrbita. Adherit a aquesta membrana a nivell del vèrtex orbitari es troba l'anell de Zinn, origen dels tendons dels músculs recte lateral, recte inferior, recte medial, recte superior i elevador de la parpella superior. Els quatre rectes s'inserten distalment en la porció anterior de l'escleròtica, formant un con muscular.
La asimetria orbitària, tant de naturalesa congènita com adquirida, és una condició que pot ser subtil i a penes apreciable o provocar un defecte estètic greu. L'hipertelorisme orbitari congènit és una característica física associada sovint amb determinades anomalies craniofacials i síndromes com la de Noonan o la LEOPARD, entre d'altres. La ciclòpia és una malformació extremadament rara (uns 1,05 casos/100.000 naixements, incloent els fetus morts in utero), que rep el seu nom dels ciclops de la mitologia grega. Es caracteritza per l'existència en la cara d'una única òrbita central, moltes vegades acompanyada de diverses anomalies cerebrals, facials i extrafacials. No és compatible amb la vida i eventualment forma part d'una síndrome de Patau. La ciclòpia amb probòscide (presència en el front d'un apèndix nasal tubular aberrant) és una raresa. Encara que la prevalença de anormalitats cromosòmiques en les ciclòpies és alta, l'etiologia de la major part d'elles té una gran heterogeneïtat genètica. Els teratomes intraorbitaris congènits són molt inhabituals.

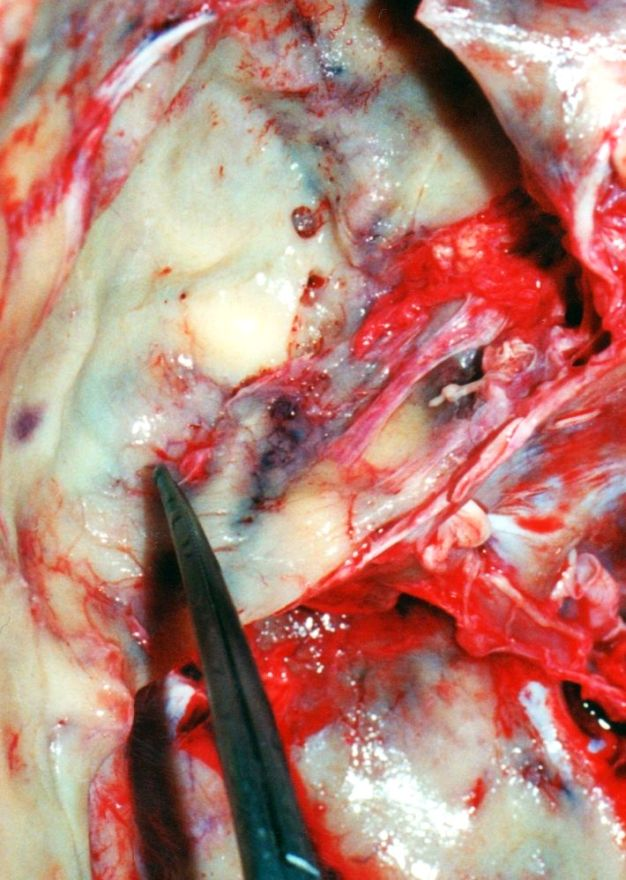
Fractura del sostre orbitari

Les fractures orbitàries són, tant en adults com en nens, el tercer tipus més comú de fractura facial i tenen un tractament difícil. Es classifiquen segons la seva localització anatòmica dins de l'orbita (sòl, paret medial, paret lateral i sostre). En un 29 per cent d'elles existeixen lesions oculars concomitants. La causa d'aquestes fractures és una força d'intensitat mitjana o alta dirigida contra l'ull i els ossos que l'envolten. Es veuen generalment com a conseqüència d'agressions físiques, lesions esportives, accidents de trànsit o caigudes al terra. Freqüentment, les fractures de la paret lateral són combinades i involucren l'os zigomàtic. L'elasticitat dels ossos dels nens fa que en alguns casos el traumatisme orbitari produeixi una fractura de canya verda, també anomenada fractura de l'ull blanc per la manca d'un hematoma apreciable o d'altres signes externs de lesió a la zona, la qual pot afectar els músculs extraoculars i ser l'origen d'una diplopia permanent si no es practica amb molta urgència la intervenció quirúrgica oportuna. Algunes vegades les especials característiques de la fractura fan necessària la cirurgia reconstructiva del teixit ossi orbitari, emprant el trasplantament autòleg d'os, cartílag i múscul o fent servir materials sintètics com ara plaques de titani, de titani amb polietilè i de polidioxanona reabsorbible. Els abscessos cerebrals derivats d'una lesió traumàtica transorbitària aparentment benigna són poc comuns.
Quasi tots els hematomes retrobulbars es produeixen per la ruptura traumàtica de les parets d'un vas sanguini de l'òrbita. Molt rarament, tenen un origen iatrogènic derivat de les complicacions d'una cirurgia sinusal o ocular o sorgeixen de manera espontània.
La gran majoria de cel·lulitis orbitàries són infeccions bacterianes dels músculs i el teixit adipós que hi ha al voltant de l'ull, generalment causades per Staphylococcus aureus o Streptococcus spp. Si no es tracten correctament poden ser la causa d'abscessos intracranials de curs funest. Adesiara, en persones immunodeficients es veuen mucormicosis i aspergil·losis que envaeixen l'òrbita amb el subseqüent risc de provocar una meningitis fúngica.
L'orbitopatia tiroidal és una condició inflamatòria, autoimmunitària i autolimitada que amb freqüència afecta els teixits orbitaris i periorbitaris dels individus amb malaltia de Graves-Basedow, encara que també es pot desenvolupar en subjectes sense anormalitats destacables de la funció de la glàndula tiroide o que tenen antecedents d'hipotiroïdisme o tiroïditis de Hashimoto. Sol cursar amb una forma singular d'estrabisme.
En més d'un seixanta per cent dels casos de granulomatosi de Wegener (una vasculitis sistèmica primària necrotitzant de petits vasos, coneguda també com granulomatosi amb poliangiïtis) hi ha dany orbitari, el qual no és rar que sigui la primera o l'única manifestació de la malaltia. Si no es tracta adequadament pot produir pèrdua de visió, proptosi de l'ull i deformitat facial. La amiloïdosi orbitària pot formar part d'una amiloïdosi sistèmica o ser localitzada i afectar només l'òrbita. En algunes ocasions, aquest tipus d'amiloïdosi es presenta com una massa calcificada amorfa i difusa en ambdues òrbites. Els casos d'afectació orbitària per la malaltia de Castleman (hiperplàsia massiva d'un gangli limfàtic) són excepcionals.
La miositis orbitària és un trastorn inflamatori agut o crònic poc habitual i que no té un origen clar. Ocasionalment es manifesta associat a una malaltia autoimmunitària com el lupus eritematós sistèmic o la síndrome de Behçet, per exemple. Es caracteritza per dolor intens a l'òrbita, mareig, hiperèmia conjuntival, desplaçament anterior del globus ocular i progressiva disminució del moviment dels músculs extraoculars. Alguna vegada, apareix després d'un herpes zòster oftàlmic.
Els tumors de l'òrbita ocular poden ser primaris o metastàtics. Els primers sorgeixen en qualsevol dels teixits orbitaris i els més freqüents són els vasculars, com ara els limfangiomes o els hemangiomes capil·lars infantils i els hemangiomes cavernosos en adults. Els meningiomes primaris de la beina de la porció intraorbitària del nervi òptic són inusuals, mostren un característic creixement tubular i quan envaeixen l'ull poden causar despreniment de retina i ceguesa. En aquesta zona craniofacial és molt rara l'aparició d'un lipogranuloma idiopàtic, de quists dermoides bilaterals, d'un meningioma ectòpic intraconal, d'un rabdomiosarcoma, d'un tumor fibrós solitari (una neoplàsia de cêl·lules fusiformes d'origen mesenquimal que, per regla general, és benigna), d'un schwannoma del nervi abducent, d'un angiolipoma, d'un tumor primari del sac vitel·lí, d'un neurofibroma solitari amb extensió intracerebral associat a un melanocitoma de la superfície ocular, d'un limfoma no hodgkinià o d'un limfoma primari de grans dimensions amb exoftàlmia. Les neoplàsies malignes de la glàndula lacrimal acostumen a formar masses que comprometen la innervació de l'òrbita i que de vegades infiltren els ossos adjacents, com ocorre en alguns casos de carcinoma adenoide quístic lacrimal. Pel que fa als tumors metastàtics, els carcinomes de mama femenins o masculins i de pròstata són els càncers sòlids que tenen una major tendència a colonitzar l'òrbita, si bé ho fan poc sovint. Infreqüentment, s'han descrit metàstasis orbitàries de mesoteliomes malignes, de neuroblastomes, de melanomes malignes desdiferenciants, de carcinomes de la nasofaringe, d'adenocarcinomes de pulmó, rectals de tiroide o de la papil·la de Vater. El colesteatoma orbitari o colegranuloma frontorbitari és una entitat clínica pseudotumoral gairebé insòlita, formada per cristalls de colesterol, que es presenta principalment en homes de mitjana edat amb antecedents d'un traumatisme banal. Apareix com a conseqüència de la incompleta reabsorció de una hemorràgia que origina una reacció granulomatosa encapsulada. Té tendència a recidivar i en casos de llarga evolució pot produir lesions lítiques òssies al frontal. El tractament és la seva acurada i total exèresi quirúrgica.